# Kopaonik (berg)
Kopaonik is een berg in Servië. 
In 1981 is het Nationaal park Kopaonik opgericht op het centrale deel van het plateau.

## Geschiedenis
Kopaonik heeft een rijke geschiedenis. Het gebied was in de middeleeuwen een mijngebied waar vele Saksen als mijnwerker werkten. Op de helling zijn verscheidene forten, kerken en kloosters gebouwd door de Servische adel. 

## Skigebied
Kopaonik heeft meerdere pistes voor skiën en snowboarden, in totaal zo'n 70 kilometer in verscheidene categorieën. Het gebied heeft alles wat een toeristenpleister nodig heeft: grasland, kloven met rivierbeddingen, uitzichtpunten, naaldbossen, en in de winter lang genoeg sneeuw om een serieus skiseizoen te hebben. 

## Flora
Op Kopaonik groeit een aantal inheemse plantensoorten, waaronder de soorten zilverspar, sparren, esdoorn, taxus, pinus en eik.